# České kluby v hokejové Lize mistrů
Hokejová liga mistrů je evropská mezinárodní hokejová soutěž. Česko bylo v sezoně 2019/20 zastoupeno 4 týmy, které si postup vybojovaly na základě svého umístění v ELH.

## Zakládající kluby a členské hokejové ligy
Česká hokejová extraliga je jedna z členské hokejové ligy a stála u zrodu CHL.
ELH 
- Bílí Tygři Liberec
- HC Dynamo Pardubice
- HC Sparta Praha
- HC Vítkovice Steel

Tyto 4 týmy měly až do sezóny 2016/17 pokaždé zajištěnou účast v CHL, jelikož jsou zakládajícími kluby. To se změnilo v sezóně 2017/18, odkdy se do CHL postupuje už jen podle dosažených výsledků v ELH.

## Tabulka českých klubů v CHL
| Klub                | Počet účastí | Sezony                                                                                             |
| ------------------- | ------------ | -------------------------------------------------------------------------------------------------- |
| HC Oceláři Třinec   | 9            | 2014/15, 2015/16, 2017/18, 2018/19, 2019/20, 2020/21 (zrušeno), 2021/22, 2022/23, 2023/24, 2024/25 |
| HC Sparta Praha     | 7            | 2014/15, 2015/16, 2016/17, 2020/21 (zrušeno), 2021/22, 2022/23, 2024/25, 2025/26                   |
| HC Dynamo Pardubice | 5            | 2014/15, 2015/16, 2016/17, 2023/24, 2024/25                                                        |
| Bílí Tygři Liberec  | 5            | 2014/15, 2015/16, 2016/17, 2017/18, 2019/20, 2020/21 (zrušeno)                                     |
| Mountfield HK       | 5            | 2017/18, 2018/19, 2019/20, 2022/23, 2025/26                                                        |
| HC Vítkovice Ridera | 4            | 2014/15, 2015/16, 2016/17, 2023/24                                                                 |
| HC Škoda Plzeň      | 3            | 2016/17, 2018/19, 2019/20                                                                          |
| Kometa Brno         | 3            | 2017/18, 2018/19, 2025/26                                                                          |
| BK Mladá Boleslav   | 2            | 2016/17, 2021/22                                                                                   |
| PSG Berani Zlín     | 1            | 2014/15                                                                                            |
| HC Verva Litvínov   | 1            | 2015/16                                                                                            |

## Tabulka jednotlivých sezón v podání českých klubů
| Sezóna              | Klub                                       |                                             |
| ------------------- | ------------------------------------------ | ------------------------------------------- |
| 2014/15             | Bílí Tygři Liberec                         | 2. v základní skupině A                     |
| 2014/15             | HC Sparta Praha                            | Osmifinále prohra 4:3 s Linköpings HC       |
| 2014/15             | HC Dynamo Pardubice                        | 4. v základní skupině F                     |
| 2014/15             | HC Vítkovice Ridera                        | 3. v základní skupině H                     |
| 2014/15             | HC Oceláři Třinec                          | 3. v základní skupině E                     |
| 2014/15             | PSG Zlín                                   | 2. v základní skupině D                     |
|                     |                                            |                                             |
| 2015/16             | Bílí Tygři Liberec                         | Osmifinále prohra 9:6 s HC Davos            |
| 2015/16             | HC Sparta Praha                            | Osmifinále prohra 6:5 s Oulun Kärpät        |
| 2015/16             | HC Dynamo Pardubice                        | 3. v základní skupině E                     |
| 2015/16             | HC Vítkovice Ridera                        | Nejlepších 32 prohra 4:2 s Tappara Tampere  |
| 2015/16             | HC Oceláři Třinec                          | Nejlepších 32 prohra 5:3 s HV71             |
| 2015/16             | HC Verva Litvínov                          | Osmifinále prohra 7:2 s Frölunda Göteborg   |
|                     |                                            |                                             |
| 2016/17             | Bílí Tygři Liberec                         | Osmifinále prohra 3:2 s HC Vítkovice Ridera |
| 2016/17             | HC Sparta Praha                            | Finále prohra 4:3 s Frölunda HC             |
| 2016/17             | HC Dynamo Pardubice                        | 3. v základní skupině A                     |
| 2016/17             | HC Vítkovice Ridera                        | Čtvrtfinále prohra 8:4 s Fribourg-Gottéron  |
| 2016/17             | HC Škoda Plzeň                             | Nejlepších 32 prohra 7:4 s HC Lugano        |
| 2016/17             | BK Mladá Boleslav                          | 3. v základní skupině L                     |
|                     |                                            |                                             |
| 2017/18             | HC Kometa Brno                             | Čtvrtfinále prohra 8:6 s JYP Jyväskylä      |
| 2017/18             | HC Oceláři Třinec                          | Semifinále prohra 7:6 s JYP Jyväskylä       |
| 2017/18             | Bílí Tygři Liberec                         | Semifinále prohra 7:2 s Växjö Lakers HC     |
| 2017/18             | Mountfield HK                              | 4. v základní skupině F                     |
|                     |                                            |                                             |
| 2018/19             | HC Škoda Plzeň                             | Semifinále prohra 9:4 s Frölunda HC         |
| 2018/19             | Mountfield HK                              | 4. v základní skupině F                     |
| 2018/19             | HC Kometa Brno                             | Čtvrtfinále prohra 10:2 s Frölunda HC       |
| 2018/19             | HC Oceláři Třinec                          | 4. v základní skupině E                     |
|                     |                                            |                                             |
| 2019/20             | Bílí Tygři Liberec                         | 3. v základní skupině E                     |
| 2019/20             | HC Oceláři Třinec                          | 3. v základní skupině D                     |
| 2019/20             | HC Škoda Plzeň                             | Osmifinále prohra 6:5 s Lausanne HC         |
| 2019/20             | Mountfield HK                              | Finále prohra 3:1 s Frölunda HC             |
|                     |                                            |                                             |
| 2020/21             | Bílí Tygři Liberec                         | zrušeno kvůli pandemii covidu-19            |
| 2020/21             | HC Oceláři Třinec                          | zrušeno kvůli pandemii covidu-19            |
| 2020/21             | HC Sparta Praha                            | zrušeno kvůli pandemii covidu-19            |
|                     |                                            |                                             |
| 2021/22             |                                            |                                             |
| BK Mladá Boleslav   | 4. v základní skupině B                    |                                             |
| HC Oceláři Třinec   | 3. v základní skupině F                    |                                             |
| HC Sparta Praha     | Čtvrtfinále prohra 6:5 s Rögle BK          |                                             |
|                     |                                            |                                             |
| 2022/23             |                                            |                                             |
| HC Oceláři Třinec   | 3. v základní skupině H                    |                                             |
| Mountfield HK       | Čtvrtfinále prohra 4:3 s EV Zug            |                                             |
| HC Sparta Praha     | 4. v základní skupině A                    |                                             |
|                     |                                            |                                             |
| 2023/24             |                                            |                                             |
| HC Oceláři Třinec   | Čtvrtfinále prohra 6:8 s Skellefteå AIK    |                                             |
| HC Dynamo Pardubice | Čtvrtfinále prohra 7:8 s Lukko Rauma       |                                             |
| HC Vítkovice Ridera | Semifinále prohra 4:5 s Skellefteå AIK     |                                             |
|                     |                                            |                                             |
| 2024/25             |                                            |                                             |
| HC Oceláři Třinec   | Osmifinále prohra 5:2 s HC Sparta Praha    |                                             |
| HC Dynamo Pardubice | nepostoupili do vyřazovací fáze (17.místo) |                                             |
| HC Sparta Praha     | Semifinále prohra 10:4 s Färjestad BK      |                                             |
|                     |                                            |                                             |
| 2025/26             |                                            |                                             |
| HC Kometa Brno      |                                            |                                             |
| Mountfield HK       |                                            |                                             |
| HC Sparta Praha     |                                            |                                             |
|                     |                                            |                                             |